# Центр по проблемам экологии и продуктивности лесов РАН
Центр по пробле́мам эколо́гии и продукти́вности лесо́в РАН — учреждение Российской академии наук, занимающееся фундаментальными и практическими проблемами экологии, продуктивности, мониторинга и биоразнообразия лесов России.
Центр по проблемам экологии и продуктивности лесов (ЦЭПЛ) был организован в декабре 1991 года с целью «координации научных исследований в России и развития международного научно-технического сотрудничества по проблемам экологии лесов, мониторинга лесных экосистем, сохранения биологического разнообразия и генофонда лесной растительности, повышения рекреационных и средозащитных функций леса».
Организатором ЦЭПЛ является академик Александр Сергеевич Исаев (директор в 1991—2004 годах). В 2004—2012 годах директором Центра был член-корреспондент РАН Г. Н. Коровин, в настоящее время Центр возглавляет член-корреспондент РАН Н. В. Лукина. ЦЭПЛ РАН осуществляет развитие и координацию использования новейших геоинформационных технологий для исследования биосферной и ресурсной роли лесов России в условиях глобальных изменений. ЦЭПЛ решает ряд фундаментальных и прикладных проблем, включающих исследование крупномасштабных процессов в лесах России, сохранение биологического разнообразия, оптимизации лесопользования, моделирования лесообразовательного процесса.
Направления научной деятельности:
- оценка биосферной роли лесов России;
- исследование биологического разнообразия, продуктивности и устойчивости лесных экосистем;
- мониторинг лесов с использованием аэрокосмических методов и ГИС-технологий;
- математическое моделирование динамики лесных экосистем.

Сотрудниками Центра разработаны методические основы оценки углеродного бюджета лесов и их влияния на концентрацию углекислого газа в атмосфере. Осуществлена оценка содержания углерода в лесах России и размеров его депонирования лесной растительностью. Созданы нормативы, позволяющие оценивать детритные пулы и потоки углерода в лесах России, а также выявлены возможности повышения углеродного потенциала лесов за счет крупномасштабных проектов лесоразведения и лесовосстановления. Исследования Центра в области углеродного цикла в бореальных лесах принципиально необходимы для планирования отечественной лесной политики. Они использовались в Национальных сообщениях по проблеме изменения климата и на переговорах по Киотскому протоколу.
В рамках исследования проблем биологического разнообразия лесов учеными ЦЭПЛа создана аналитическая система оценки биоразнообразия лесного покрова Европейской России. Данная система включает детальное описание основных типов бореальных лесов, а также справочные базы данных и алгоритмы оценки их видового, структурного и типологического разнообразия. Дана оценка биоразнообразия заповедных территорий центральной части Европейской России, основанная на концепции иерархического континуума растительного покрова. Выявлено значение экотопических, фитоценотических, зоогенных и антропогенных факторов для поддержания биоразнообразия. Сформировано представление о потенциальной флоре отдельных пространственных единиц лесного покрова, сделан прогноз развития лесного покрова при заповедном режиме. Показана роль различных способов хозяйствования в поддержании биоразнообразия. С целью адаптации к современным условиям организации науки в России и выбора оптимальных направлений научного поиска Центром осуществлена модернизация информационного обеспечения исследований, созданы необходимые условия для работы научного коллектива, обеспечено выполнение полевых и экспериментальных работ.
В состав центра входят лаборатории:
- мониторинга лесных систем;
- структурно-функциональной организации и устойчивости лесных экосистем;
- продуктивности и биосферных функций леса.

В центре работают 35 научных сотрудников, в том числе 1 академик РАН, 12 докторов наук и 7 кандидатов наук.
ЦЭПЛ участвует в формировании государственной политики в области лесного хозяйства и рационального лесопользования, выполняет целевые плановые задания в рамках программ Президиума РАН, МПР, многочисленных грантов РФФИ, ФЦП «Интеграция» и международных проектов.
Сотрудникам Центра за разработку и внедрение методов и технологий аэрокосмического мониторинга природной среды была присуждена Государственная премия Правительства России.

## Научное сотрудничество
Совместно с Институтом космических исследований РАН (ИКИ РАН) Центром разработаны новые технологии аэрокосмических методов мониторинга лесов и оценки их состояния, основанные на дистанционном зондировании лесного покрова в различных диапазонах электромагнитного спектра. В этих целях используются космические снимки различного разрешения, соответствующие параметрам исследуемых лесных объектов – от отдельных деревьев до крупных природно-территориальных комплексов, что позволяет решать конкретные задачи.
Совместно с Объединённым научным центром Европейского союза (JRC, Италия) на основе снимков SPOT/VEGETATION создана электронная карта природных экосистем северной Евразии. На этой карте идентифицируются различные категории земельных ресурсов: леса, болота, степи, сельскохозяйственные угодья и другие компоненты наземных экосистем. Положенная в основу карты база данных позволяет получать качественные и количественные характеристики параметров лесного фонда России, необходимые для оценки продукционных и экологических функций леса.
Центр сотрудничает с научными учреждениями Российской академии наук, ведущими университетами и лесными вузами России - МГУ, ИЛ СО РАН, МФТИ, МГУЛ и др., оказывает содействие в проведении и совершенствовании учебного процесса; выполняет важную координирующую роль по реализации международных проектов с зарубежными организациями: Европейским космическим агентством, НАСА, IISA, EFI, Исследовательским институтом Земли (Япония), Институтом мировых ресурсов (США), Институтом леса Финляндии, Лесной службой Норвегии и др.